# 高杉村
高杉村（たかすぎむら）は、かつて青森県にあった村。

## 沿革
- 1889年（明治22年）4月1日 - 町村制施行により中津軽郡高杉村、薬師堂村、独狐村、前坂村、糠坪村が合併し、高杉村が発足。
- 1949年（昭和24年）10月1日 - 中津軽郡船沢村と境界の一部を変更。
- 1955年（昭和30年）3月1日 - 弘前市に編入され消滅。

## 公共施設等
弘前市との合併時点
- 高杉郵便局
- 高杉中学校
- 高杉小学校
- 独狐小学校